# La Légende des Eagles
Albums de Eagles
The Best of the Eagles
(1984) Hell Freezes Over
(1994)
The Legend of The Eagles est une compilation du groupe de rock américain Eagles. Elle est sortie en 1988 sur le label WEA.
Cette compilation regroupe des titres des six premiers albums du groupe et sortira uniquement en Europe. Elle est sortie sous deux pochettes différentes (la française comprend l'indication « Pub TV ») mais avec les mêmes titres.
En France, cette compilation se classa à la 2e place des charts et sera certifié disque de platine (300 000 exemplaires vendus).

## Liste des titres
| No  | Titre                  | Auteur                                | de l'album                | Durée |
| --- | ---------------------- | ------------------------------------- | ------------------------- | ----- |
| 1.  | Take It Easy           | Jackson Browne, Glenn Frey            | The Eagles, 1972          | 3:29  |
| 2.  | Peaceful, Easy Feeling | Jack Tempchin                         | The Eagles, 1972          | 4:16  |
| 3.  | Desperado              | Don Henley, Frey                      | Desperado, 1973           | 3:33  |
| 4.  | Tequila Sunrise        | Henley, Frey                          | Desperado, 1973           | 2:52  |
| 5.  | Best of My Love        | Henley, Frey, J.D. Souther            | On the Border, 1974       | 4:35  |
| 6.  | Lyin' Eyes             | Henley, Frey                          | One of These Nights, 1975 | 6:21  |
| 7.  | Take It to the Limit   | Randy Meisner, Henley, Frey           | One of These Nights, 1975 | 4:48  |
| 8.  | The Long Run           | Henley, Frey                          | The Long Run, 1979        | 3:42  |
| 9.  | One of These Nights    | Henley, Frey                          | One of These Nights, 1975 | 4:51  |
| 10. | Hotel California       | Don Felder, Henley, Frey              | Hotel California, 1976    | 6:30  |
| 11. | New Kid in Town        | J.D. Souther, Henley, Frey            | Hotel California, 1976    | 5:04  |
| 12. | Life in the Fast Lane  | Joe Walsh, Henley, Frey               | Hotel California, 1976    | 4:46  |
| 13. | I Can't Tell You Why   | Timothy B. Schmit, Henley, Frey       | The Long Run, 1979        | 4:56  |
| 14. | Heartache Tonight      | Henley, Frey, Bob Seger, J.D. Souther | The Long Run, 1979        | 4:26  |

## Musiciens
- Don Henley : batterie, percussions, chant sur les titres 3, 5, 8, 9, 10 & 12
- Glenn Frey : guitares, claviers, chant sur les titres 1, 2, 4, 6, 11 & 14
- Don Felder : guitares, chant
- Randy Meisner : basse, chant sur le titre 7
- Bernie Leadon : guitares, banjo, chant
- Joe Walsh : guitares, claviers sur les titres 8, 10 à 14, chant
- Timothy B. Schmit : basse sur les titres 8, 13 & 14, chant sur le titre 13

## Charts et certifications
| Pays     | Durée du classement | Meilleur classement |
| -------- | ------------------- | ------------------- |
| France   | 20 semaines         | 2e                  |
| Pays-Bas | 26 semaines         | 5e                  |

| Pays   | Certification | Ventes    | Date |
| ------ | ------------- | --------- | ---- |
| France | Platine       | 300 000 + | 1989 |